# Thomas John Cardell Martyn
Thomas John Cardell Martyn (3 de janeiro de 1894 – Agrolândia, 6 de fevereiro de 1979) foi um piloto britânico da Primeira Guerra Mundial, jornalista e editor que fundou a Newsweek em 1933.

## Vida e carreira
O pai de Martyn foi um ex-soldado britânico que morreu em Joanesburgo. Martyn estudou mas não formou-se na Universidade de Oxford, tendo servido anteriormente na Força Aérea Real como bombardeiro e piloto do Home Defense como comandante de vôo. Foi ferido durante a Primeira Guerra Mundial, mas os relatos de que ele perdeu uma perna não têm fundamento. Foi condecorado com a Cruz da Força Aérea e a Cruz Militar em reconhecimento ao seu serviço.
Ele declarou em um artigo da revista Time de 1925 sobre como ele e outros pilotos respeitavam e admiravam o famoso ás da aviação alemão Manfred von Richthofen ("O Barão Vermelho").
Von Richthofen era muito bem visto pelos aviadores britânicos como um lutador limpo e um homem que não sabia o que era o medo.
Martyn também contou uma história contada a ele por um de seus colegas aviadores britânicos, como Martyn descreve:
Como um exemplo do bom espírito esportivo de Richthofen, o major Patrick me disse que uma vez ele combateu com Richthofen e que sua munição acabou. Richthofen, estando em uma máquina mais rápida, tinha Patrick à sua mercê, mas quando soube que Patrick era incapaz de atirar, voou perto dele, acenou com a mão e voltou para suas próprias linhas.
O co-fundador da Time, Henry Luce, contratou Martyn como editor de notícias estrangeiras na Time com base exclusivamente na recomendação do jornalista John Franklin Carter. Martyn não tinha muita experiência em jornalismo, mas era fluente em francês e alemão e conhecia bem a política europeia. Martyn era o funcionário mais bem pago na época. Martyn renunciou em 1925 após uma disputa sobre despesas associadas à mudança temporária da revista para Cleveland, Ohio. Martyn trabalhou no The New York Times por vários anos antes de levantar capital para iniciar a News-Week. Ele levantou US$ 2,25 milhões e publicou a primeira edição em 17 de fevereiro de 1933. Depois de perder dinheiro por quatro anos, Martyn declarou a falência da empresa e vendeu sua participação na revista.

## Vida pessoal
De acordo com Isaiah Wilner, Martyn se separou de sua primeira mulher e viveu como hóspede do co-fundador da Time, Briton Hadden. Em 1930 Martyn casou com Helen Cheney, filha do magnata da seda Howell Cheney, cuja família ajudou a financiar a Newsweek. Eles tiveram dois filhos, Howell Cheney Martyn (1932-2009) e Laura Martyn Johnson (1935-1991). Helen morreu em Hartford, Connecticut, em 1958.
Martyn mais tarde casou-se novamente e viveu com sua mulher Mary Irmgard Martyn (1920–1973) em Agrolândia, Brasil, onde está sepultado.